# Sōya (brise-glace)
Sōya (宗谷) est un ancien brise-glace japonais, construit en 1938, qui sert désormais de navire musée à Tokyo après un long et riche service couvrant certains des événements historiques du XXe siècle. Il porte le nom de la Sous-préfecture de Sōya à Hokkaidō. Il est visitable au Musée océanographique de Tokyo qui se trouve sur l'île artificielle d'Odaiba dans la baie de Tokyo.

## Historique

### Construction
Le navire a été construit sous le nom de Volochaevets, commandé par l'URSS en 1936 au chantier naval de Matsuo, sur l'île Koyagi de Nagaskai, en paiement partiel pour la construction par le Japon du chemin de fer du sud de la Mandchourie (également connu sous le nom de Chemin de fer de l'Est chinois). Deux autres cargos renforcés contre les glaces ont été commandés en même temps, le Bolchevik et le Komsomolets. Tous les trois ont été construits mais, en raison de la détérioration de l'état des relations nippo-soviétiques à ce moment-là, les navires n'ont jamais été livrés. Volochaevets a été lancé à partir du chantier naval désormais renommé Kawaminami en février 1938. Il a été achevé en tant que cargo brise-glace pour le Tatsunan Kisen Co. et a été rebaptisé Chiryō Maru . Bolchevik et Komsomolets ont été renommés Minryo Maru et Tenryo Maru.

### Seconde guerre mondiale
En novembre 1939, la marine impériale japonaise réquisitionna Chiryo Maru pour le service national. En février 1940, il a été rebaptisé Sōya, nom précédemment détenu par l'ancien Varyag, un croiseur protégé saisi à la Marine impériale russe mais que le Japon a renvoyé en 1916. Le brise-glace a été affecté à des fonctions de ravitailleur auxiliaire en munitions et de Bâtiment hydrographique. En mai 1942, il a participé à la bataille de Midway (opération "MI") où il a été affecté à la 16e unité de dragueur de mines de Miyamoto Sadachika. Il a survécu à la Seconde Guerre mondiale malgré quelques faits de guerre. En janvier 1943, il a été attaqué par l'USS Greenling. Les torpilles l'ont manqué ou se sont avérées être des ratés : l'équipage a hissé une torpille non explosée sur le pont pour célébrer cet évènement. Lors de l'opération Hailstone de février 1944, des avions de la Task Force 38 attaquèrent le mouillage japonais à Truk, coulant 41 navires japonais. Soya a pu s'échapper en perdant dix membres d'équipage qui ont été tués. Le 26 juin 1945, le sous-marin USS Parche a attaqué un convoi escortant Sōya et d'autres navires de transport de Yokohama à Hakodate, coulant un navire d'escorte et désactivant un navire de transport. Le 9 août 1945, Sōya était à l'ancre dans la baie d'Onagawa dans le cadre d'une flottille avec d'autres navires lorsque des bombardiers britanniques ont attaqué, coulant au moins deux d'entre eux.

### Après la guerre
Après la guerre, alors que le Japon était défait et avait besoin de rapatrier des millions d'individus de ses anciennes colonies, Sōya a été retiré de la liste de la marine et a été affecté à la flotte de rapatriement. Les modifications apportées à cette époque comprenaient le retrait de ses armes et l'installation d'installations pour les passagers telles que des toilettes dans ce qui avait été ses grandes cales avant et arrière. Un logement spacieux en bois a également été construit sur le pont. Il a entrepris de nombreuses missions d'embarquement de troupes et de passagers, y compris des escales à Shanghai, Tinian et Guam. En tant que brise-glace, il a également été affecté à des missions dans le nord et, en 1948, effectué 14 voyages à destination et en provenance de Sakhaline, évacuant les citoyens en accord avec les nouvelles autorités de ce qui était devenu une partie de l'Union soviétique.
Sōya ne doit pas être confondu, pendant cette période, avec Soya Maru, l'un des trois ferries de passagers de Chihaku Ferry qui opéraient sur la ligne maritime des chemins de fer nationaux du Japon entre Korsakov à Sakhaline, et Wakkanai à Hokkaido de 1923 à août 1945.
En 1949, ses fonctions de rapatriement ont cessé et Sōya a été transféré à l'Agence de la sécurité maritime (MSA), le précurseur de la Garde côtière du Japon. Dans un nouveau rôle de ravitailleur des phares éloignés, il est réputé pour être connu dans certains cercles sous le nom de «Père Noël de la mer».

### Navire de recherche antarctique

Voyage du Sōya

En 1950, le navire a reçu un radoub complet en vue de son service en tant que premier navire de recherche antarctique dédié au Japon. En 1956, d'autres modifications comprenaient le remplacement de sa machine à vapeur par deux moteurs diesel et l'installation d'un pont d'hélicoptères avec la possibilité de stocker des hélicoptères légers pour le voyage. En 1957, son plat-bord avant a été construit et en 1958, un autre radoub a ajouté un deuxième pont d'hélicoptère plus grand au-dessus du premier, qui est devenu un vaste nouvel espace de stockage. Entre 1956 et 1962 Sōya a effectué des missions dans l'Antarctique. Son deuxième voyage, en 1958, a fait la une des journaux du monde entier lorsqu'il a secouru le personnel bloqué à la Base antarctique Shōwa alors que l'hiver approchait. L'évacuation ne s'est pas étendue aux chiens de la mission et 15 huskies Karafuto-Ken ont été abandonnés pour se débrouiller seuls sur la glace. Le printemps suivant, le navire est revenu pour trouver deux chiens encore vivants. Les chiens, nommés Taro et Jiro, sont devenus des mots d'ordre au Japon pour leur courage. L'histoire a voyagé dans le monde entier grâce en partie à deux films: Nankyoku Monogatari (lit. "Histoire du pôle sud"; sorti en France sous le nom d'Antarctica) et un traitement par Disney dans le film hollywoodien Antartica, prisonniers du froid. Sōya a connu des épreuves pendant son séjour dans l'Antarctique, y compris être coincé dans la glace et avoir besoin de l'aide du brise-glace russe à proximité Ob.

### Garde côtière du Japon
Lorsqu'il a pris sa retraite de ses fonctions en Antarctique, le Sōya est devenu un brise-glace de sauvetage pour la Garde côtière du Japon basé pendant cette période à Hokkaido.

### Navire musée
Sōya a été entièrement désarmé en 1978. Sa dernière mission était une tournée d'adieu dans les communautés qu'il avait servies. En 1979, Sōya a été amarré au Musée océanographique de Tokyo où il reste ouvert au public en tant que navire musée, ouvert tous les jours et généralement fermé uniquement lorsque les typhons menacent Tokyo. Il est resté en grande partie dans son état d'origine. Ses hélices ont été retirées et placées sur le pont, mais son intérieur est en grande partie intact depuis sa conversion en bâtiment hydrographique en Antarctique. Cependant, à la suite de modifications apportées dans les années 1950, sa superstructure a considérablement changé par rapport à son apparence pendant la Seconde Guerre mondiale. L'ajout d'un pont d'atterrissage pour hélicoptère et de plats-bords avant plus hauts lui donne une apparence plus costaude que le cargo brise-glace d'origine.
Il est avec le cuirassé Mikasa le dernier navire de la Marine impériale japonaise encore existant, et est spécifiquement le denier à flot et à avoir participé à la Seconde Guerre mondiale.

## Galerie

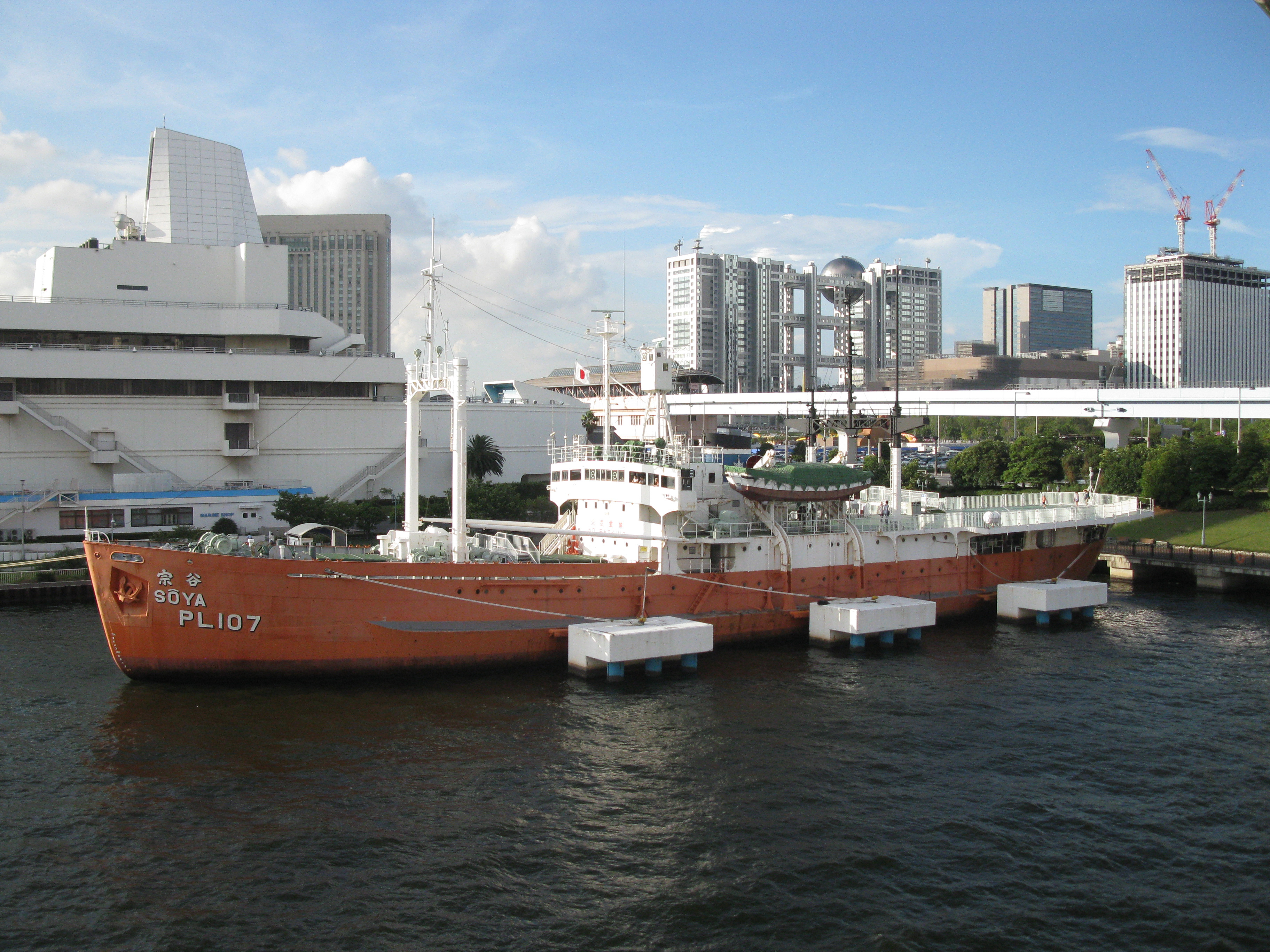
Soya au musée de Tokyo.
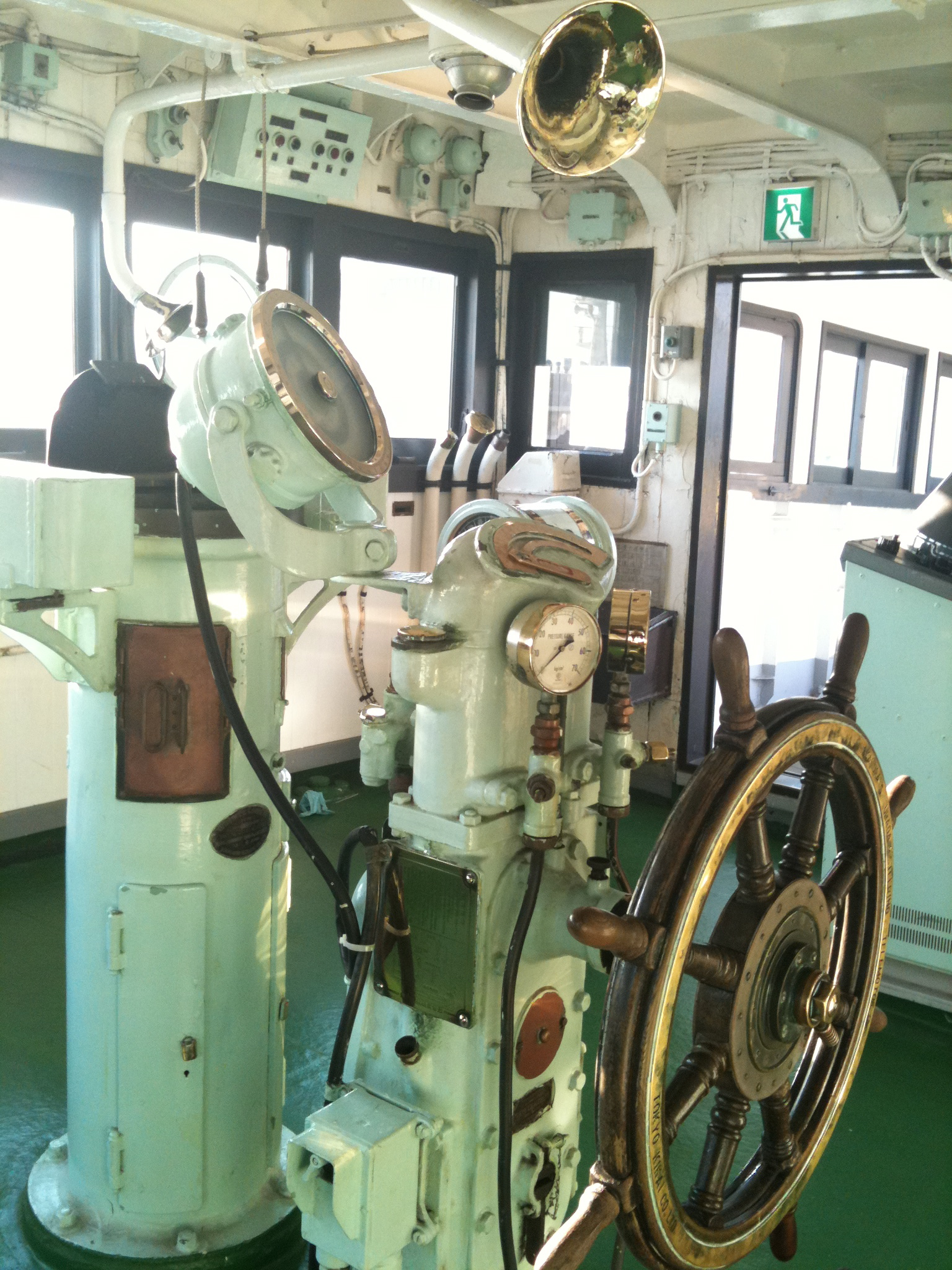
La passerelle.
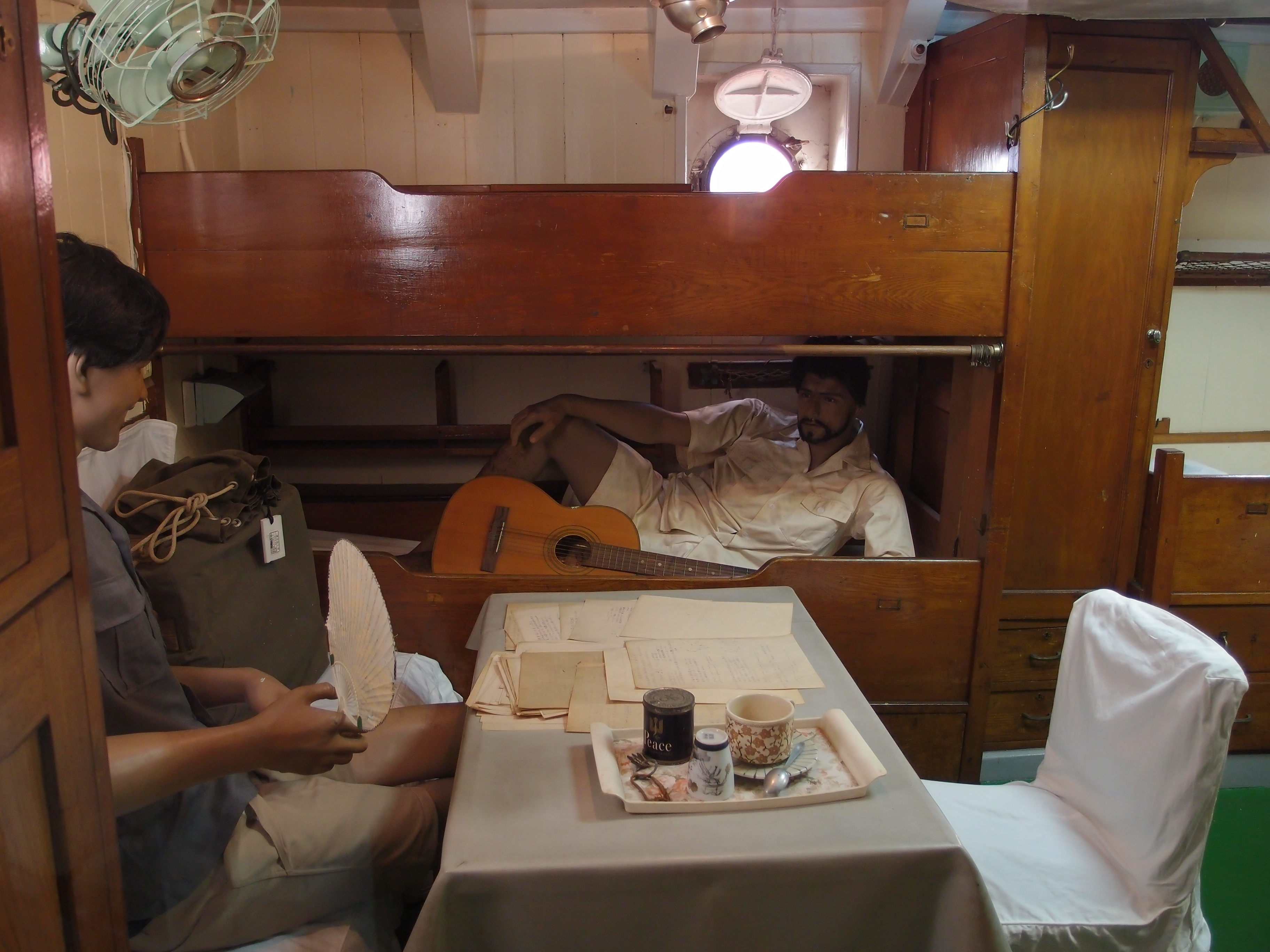
Une cabine.